# Wayne Township (Darke County, Ohio)
Wayne Township ist eines von 20 Townships des Darke Countys im US-Bundesstaat Ohio. Nach der Volkszählung im Jahr 2000 waren hier 4349 Einwohner registriert.

## Geografie
Wayne Township liegt im Nordosten des Darke Countys im Westen von Ohio und grenzt im Uhrzeigersinn an die Townships: Patterson Township, Cynthian Township im Shelby County, Loramie Township (Shelby County), Newberry Township im Miami County, Adams Township, Richland Township und York Township.

## Verwaltung
Das Township wird durch ein Board of Trustees, bestehend aus drei gewählten Mitgliedern, verwaltet. Zwei Personen werden jeweils im Jahr nach der Präsidentschaftswahl gewählt und eine jeweils im Jahr davor. Die Amtszeit dauert in der Regel vier Jahre und beginnt jeweils am 1. Januar. Daneben gibt es noch einen Township Clerk (zuständig für Finanzen und Budget), der ebenfalls im Jahr vor der Präsidentschaftswahl auf eine vierjährige Amtszeit gewählt wird. Dessen Amtszeit beginnt jeweils am 1. April.